# Sukszmaśarira
Sukszmaśarira (trl. sūkṣmaśarīra „ciało subtelne”, też lingaśarira) – ciało subtelne w hinduizmie, jedna z powłok istoty ludzkiej.

## Siddhajoga
Swami Muktananda Paramahansa objaśnia tę powłokę jako zawierającą praniczne struktury energetyczne (odpowiadające ciału prany pranaśarira) i osiem elementów odpowiadających ciału purjasztaka.

## Śankara
Śankaraćarja w dziele Wiweka ćudamani
wymienia następujące składniki sukszmaśariry:
1. pięć organów działania karmendrija
2. pięć narządów zmysłów dźńanendrija
3. pięć energii subtelnych prana
4. pięć subtelnych żywiołów tanmatra
5. buddhi
6. awidja
7. karma